# Römische Stadtmauer von Le Mans

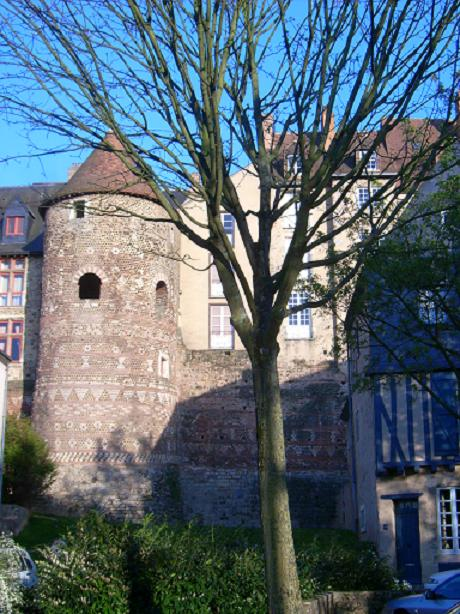
Turm der Stadtmauer mit geometrischen Motiven zur Verzierung

Die römische Stadtmauer von Le Mans, dem alten Vindinum oder Vindunum, Hauptstadt des keltisch-gallischen Volksstammes der Cenomanen, wurde zum Ende des 3. Jahrhunderts erbaut. Sie ist über eine Strecke von etwa 500 Metern sehr gut erhalten und mit sehenswerten geometrischen Ornamenten, realisiert aus polychromen Bauelementen, geschmückt.

## Geschichte
Die Errichtung der römischen Stadtmauer war eine der umfangreichsten Baumaßnahmen, die in Vindunum durchgeführt wurden. Die Mauer wurde zwischen 270 und 310 unter Diokletian errichtet, um zum Ende der Reichskrise des 3. Jahrhunderts gegen die Völkerwanderung gewappnet zu sein. Ihre Funktion ist bis ins Mittelalter bestätigt, als sie den Angriffen der Bretonen und Wikinger standhielt. In dieser Zeit wurde sie teilweise zerstört und wieder neu errichtet.
Seit den 1980er Jahren wurde sie freigelegt – insbesondere im ganzen westlichen Teil – völlig restauriert und aufgewertet. Sie wird zu besonderen Anlässen illuminiert.

## Beschreibung

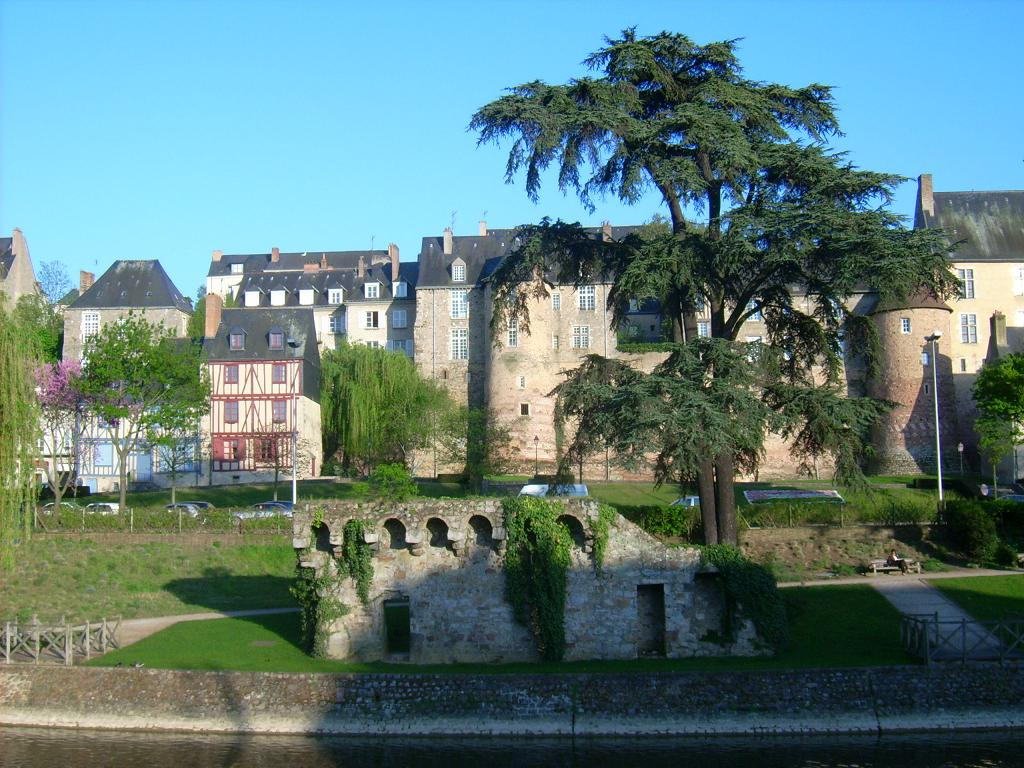
Römische Stadtmauer von Le Mans

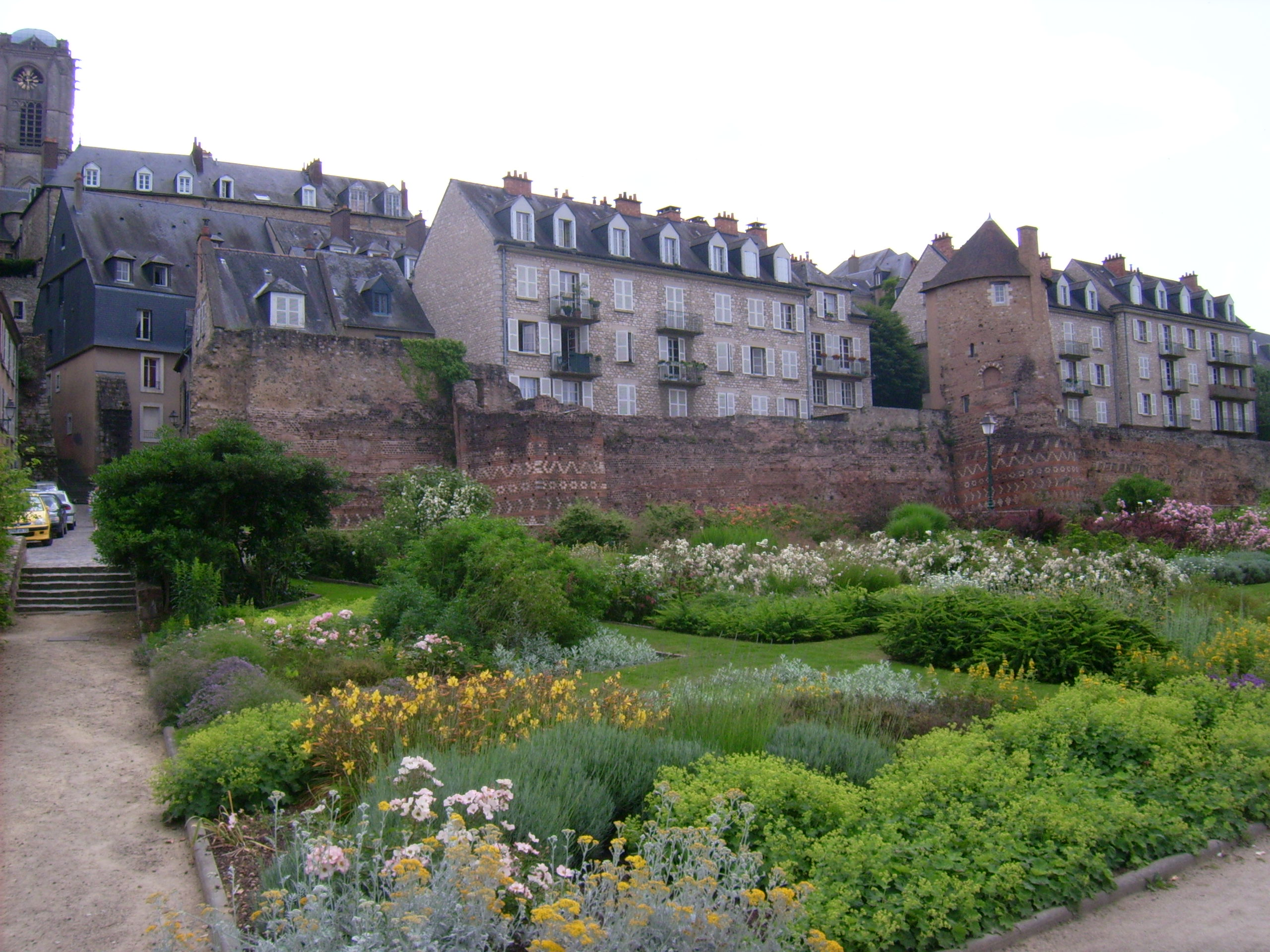
Der nördliche Teil…

Ursprünglich bildete sie ein unregelmäßiges Viereck von 450 × 200 m, entlang der Sarthe. An ihrer Basis wies die Befestigungsmauer eine Stärke bis zu 4 Meter auf. Die Mauer war über 1300 Meter lang und in einer einheitlichen Konzeption entworfen worden. Sie war mit insgesamt 26 befestigten Türmen bewehrt und orientierte sich an den topographischen Gegebenheiten des Geländes.
Von diesem Ensemble ist noch die gesamte Strecke unter der Erde erhalten, sowie ein Großteil der Ringmauer mit 11 Türmen und 3 Ausfallspforten, dies ist im Wesentlichen die Fassade entlang der Sarthe.
Die Mauer entspricht in ihrer Art ganz dem üblichen römischen Baustil, bestehend aus einer Sperre in Beton und Mörtel zwischen zwei Mauern im Zierverband. Sie ruht auf hölzernen Pfahlrosten. Sie besteht aus rosefarbenem Sandstein (pierre de roussard), typisch roten Ziegelsteinen der Region in Verbindung mit einem rosafarbenen Mörtel und im Wechsel mit Kalkstein, die der Mauer ihre charakteristische Färbung geben. Die Friese, die sich auf der Vorderseite in bis zu 8 Metern Höhe erstrecken, spiegeln das architektonische und künstlerische Können der Baumeister wider.
Beim Bau der Mauer wurden Materialien von älteren Gebäuden (Spolien) verwendet. Man findet daher in der Mauer Fragmente von Säulen und Giebeln von früheren Monumenten.